# Pongsri Woranuch
Pongsri Woranuch (tiếng Thái: ผ่องศรี วรนุช, phiên âm: Phong-xi Vô-ra-nút, sinh ngày , là một nữ ca sĩ người Thái Lan.

## Danh sách đĩa nhạc
- Chan Hen Jai Khun Leaw (ฉันเห็นใจคุณแล้ว)
- Duan Phit Sa Wat (ด่วนพิศวาส)
- Noi Jai Rak (น้อยใจรัก)
- Khuen Nee Phee Non Kab Krai (คืนนี้พี่นอนกับใคร)
- Phuket (ภูเก็ต)
- Sa Li Ka Luem Prai (สาริกาลืมไพร)
- Kod Mon Non Nao (กอดหมอนนอนหนาว)
- Kin Kao Kab Nam Prik (กินข้าวกับน้ำพริก)
- Khon Sud Tai (คนสุดท้าย)